# Sloupský potok (Smědá)
Der Sloupský potok, früher Štolpich (deutsch Stolpichbach, auch Stolpich, früher Stollenbach) ist ein linker Nebenfluss der Smědá (Wittig) in Tschechien.

## Verlauf
Der Sloupský potok entsteht westlich des Hügels Na Chatkách am Teich Malý Štolp bei Ferdinandov im Isergebirgsvorland durch die Vereinigung der beiden auf dem Isergebirgskamm entspringenden Quellbäche Černý Štolpich und Bílý Štolpich:
- Der rechte und längere Quellbach ist der Černý Štolpich, auch Velký Štolpich bzw. Velký Sloupský potok (Schwarzer Stolpich). Er entspringt am Holubník (Taubenhaus, 1070 m) und bildet zwischen dem Ořešník (Nußstein, 800 m) und der Krásná Maři (Schöne Marie) eine tiefe Schlucht mit den 30 m hohen Stolpichfällen.
- Der Bílý Štolpich, auch Malý Štolpich bzw. Malý Sloupský potok (Weißer Stolpich) ist der linke Quellbach des Sloupský potok. Er entspringt auf dem Sattel Hřebínek (Kammel) und bildet zwischen dem Svinské čelo (Saukuppen, 781 m) und der Skalní brána ebenfalls eine Felsschlucht mit Wasserfällen.

Der Sloupský potok fließt zunächst in nördliche Richtung und wendet sich beim Wildnerův kříž nach Südwesten. Der weitere Lauf führt vorbei an der Siedlung V Lukách. Danach nimmt der Sloupský potok an seinem Unterlauf nördliche Richtung und fließt am Teich Haken vorbei. Nach 7,6 Kilometern mündet der Sloupský potok in Raspenava in die Smědá.
Dem Sloupský potok fließen linksseitig mehrere namenlose kleinere Bäche aus dem Isergebirge zu.

## Nutzung der Wasserkraft
Im Jahre 1521 wurde an der Mündung des Stolpichbaches in die Wittig eine Eisenhütte angelegt. Die Wasserkraft des Baches wurde für den Antrieb der Pochwerke sowie der Blasebälge für den Hochofen genutzt. Außerdem erfolgte auf dem Stolpich auch Holzflöße zu den Meilern, die die Hütte mit Holzkohle versorgten.
Nach der Gründung von Ferdinandov wurde der wasserreichere Schwarze Stolpich zum Antrieb von Wasserrädern genutzt. 1783 entstand die Papiermühle, später folgten einige Sägewerke und 1872 eine Glasschleiferei. Auf einer Länge von einem Kilometer gab es zehn Aufschlaggräben. Über ein Wehr konnte in Trockenzeiten dem Schwarzen Stolpich Wasser aus dem Weißen Stolpich zugeleitet werden. Nachdem nach 1880 die am oberen Ende von Ferdinandov am Waldrand gelegene Glasschleiferei in eine weitere Papierfabrik umgestaltet wurde, verunreinigten deren Abwässer bis zur Betriebseinstellung im Jahre 1966 den Schwarzen Stolpich. Im 20. Jahrhundert wurde die Wasserkraft zunehmend auch zur Energieerzeugung genutzt.
In den 1970er Jahren gab es verschiedene Pläne zur Errichtung einer Talsperre am Sloupský potok unterhalb von Ferdinandov. Diese sahen zunächst einen Stausee von 12 ha für 3,11 Mill m³ Wasser, später eine vergrößerte Variante mit 70 ha und 11 Mill m³ vor, wodurch 73 Häuser von Ferdinandov überflutet worden wären. 1983 entstand ein Projekt für ein Pumpspeicherwerk mit einem 90 ha großen Stausee für 4,4 Mill m³ Wasser bei Ferdinandov, dessen Oberbecken auf dem Poledník liegen und das jährlich 1370 GWh Strom liefern sollte. All diese Projekte wurden aber nicht realisiert.